# Spilobotys analis
Spilobotys analis är en fjärilsart som beskrevs av Walker 1856. Spilobotys analis ingår i släktet Spilobotys och familjen nattflyn. Inga underarter finns listade i Catalogue of Life.